# Kvarnerski vez
Kvarnerski vez mjesečnik je za vjerski, kulturni i društveni život Krčke biskupije.

## Povijest
Mjesečnik je u travnju 1997. godine pokrenuo Anton Šuljić koji mu je bio i prvim urednikom. Nakon njega list su uređivali Jerko Valković, Anton Valković i Zvonimir Badurina Dudić.

## Sadržaj
Kvarnerski Vez izvješćuje o događajima iz župa Krčke biskupije. Također objavljuje osvrte i zapažanja na aktualna društvena zbivanja i tekstove biblijske, povijesne i obiteljske tematike.
Dio sadržaja dostupan je u digitalnom obliku na mrežnim stranicama Krčke biskupije.

## Vanjske poveznice
Mrežna mjesta
- Kvarnerski vez na mrežnim stranicama Krčke biskupije